# Kōenji
Kōenji (高円寺) est un quartier de l'Ouest de Tokyo dans l'arrondissement de Suginami, situé à l'est de Shinjuku. Son nom provient des quelques vieux temples présents dans le quartier. Kōenji est à la fois un quartier résidentiel et un lieu de sortie, facilement accessible depuis les gares de Shinjuku et de Tokyo. 
Le quartier a été en grande partie épargné par le boom immobilier des années 1980. De fait, nombre de ses maisons et commerces sont de petite taille et reflètent le caractère du Japon d’avant cette période. En raison du vieillissement de son district commerçant et de sa situation sur un important axe de transport, la zone autour de la gare est devenue un centre animé de petits restaurants de salles de concerts et constitue aujourd'hui l'un des carrefours du milieu de la musique. Il est régulièrement choisi comme lieu de manifestation à Tokyo.

## Histoire, démographie et culture
La division actuelle de Kōenji en nord et sud autour de la gare de Kōenji est un aménagement d’après-guerre. L’ensemble de la zone entourant le temple Shukuhōzan Kōenji s’appelait autrefois Kōenji.
Il existait également une ville nommée Mabashi entre Kōenji et le quartier voisin d’Asagaya, qui a depuis été intégrée à Kōenji, bien que le nom Mabashi subsiste encore dans certaines écoles et certains sanctuaires.
Kōenji est également connu pour sa population jeune et pour être un foyer de la culture underground en banlieue, avec de nombreuses boutiques de disques et de vêtements d’occasion. En 2006, lorsqu'une loi japonaise  restreignant la vente d’appareils électroniques fabriqués avant 2001 entre en vigueur, Kōenji a été choisi comme lieu de protestation en raison de sa culture « rétro » très active et de ses nombreux magasins de matériel usagé.

## Attraits

### Commerce
Après Harajuku et Shimo-kitazawa, Kōenji est le quartier le plus connu de Tokyo pour le shopping de vêtements d’occasion. La majorité des boutiques se trouvent du côté sud de la gare JR, sur ou près de Look Shōtengai (ルック商店街).
Au sud de la gare se trouve l’arcade commerçante « PAL », avec de nombreux magasins d’alimentation, de vêtements et de produits à prix réduits. Au nord de la gare, deux rues commerçantes principales regroupent des disquaires de seconde main, des restaurants et des cafés. À l’ouest de la gare, au nord, au sud et sous les voies ferrées, on trouve de nombreux petits restaurants de yakitori et des bars.
La gare elle-même a été rénovée en 2006, et un nouvel hôtel Mets a ouvert à l’entrée nord en mars 2007.
Entre les épiceries indépendantes et les supérettes de chaînes, on trouve également plusieurs grands supermarchés, dont Queen’s Isetan (près de la station Shin-Kōenji).

### Restauration
Des dizaines de restaurants de yakitori, d’izakaya, de ramen de bars et de restaurants de cuisine du monde se trouvent dans les rues et ruelles de Kōenji nord et sud, ainsi que sous les voies surélevées près de la gare JR.

### Parcs
Kōenji bénéficie de plusieurs parcs notamment Sanshi-no-mori (蚕糸の森), Mabashi Kōen (馬橋公園) et Wadabori Kōen (和田堀公園). Wadabori Kōen constitue une attraction touristique permettant d'admirer les cerisiers en fleurs au printemps.

### Awa Odori
Chaque année, fin août, le festival Kōenji Awa-odori se déroule sur deux jours. C'est le deuxième plus grand festival de danse Awa du Japon, avec une moyenne de 188 groupes composés de 12 000 danseurs, attirant 1,2 million de visiteurs pendant le week-end.
Le festival est originaire de Tokushima et a été adopté par Kōenji après la guerre. Un cortège de groupes interprétant musique et danse traditionnelles serpente dans les rues de part et d'autre de la gare de Kōenji, avec souvent une conclusion spectaculaire à la « ligne d'arrivée ».

## Éducation
Le Bureau de l’éducation de la ville de Suginami administre les écoles publiques primaires et les collèges.
Kōenji Kita et Kōenji Minami relèvent de zones scolaires différentes.

## Accès
Le quartier de Kōenji est accessible par la ligne JR Chūō-Sōbu (gare de Kōenji) ainsi que par la ligne Marunouchi du métro de Tokyo (stations Shin-Kōenji ou Higashi-Kōenji).

Les grands axes routiers Waseda Dōri (早稲田通り), Kannana Dōri (環七通り) et Ōme Kaidō (青梅街道) traversent également la banlieue.